# Сахаба
Сахаба (араб. الصحابة мн. ; одн. — сахабій, араб. صحابي) — це сподвижники пророка та посланця Мухаммада, його сучасники, які бачили його та увірували в нього і вмерли не інакше як бувши мусульманами. Вони допомагали Пророку з його призовом, захищали його, коли це було потрібно. Після його смерті, продовжували розповсюджувати іслам. Відрізняються між собою за часом прийняття ісламу та богобоязливістю.

## Сунітськеставлення до сподвижників
В обов'язки мусульман (сунітів) входить щиро любити їх, не казати про них нічого поганого, утримуватись від згадування про їх недоліки, а також про протиріччя які були між ними, згадувати про них так, як про них згадував Всевишній в Таурі (Торі), Інджилі (Євангелії) та Корані, а також згідно з тим, що про них згадується у достовірних хадисах та інших відомих джерелах.
«Мухаммад — Посланник Аллаха. Ті, які разом з ним, суворі з невіруючім та милостиві між собою. Ти бачиш, як вони кланяються і падають ниць, прагнучі милості від Аллаха і Його вдоволеності. Їх ознакою є сліди від земних поклонів на їх обличчях. Такими вони представлені в Таурі (Торі). У Інджилі (Євангелії) ж вони представлені посівом, на якому виріс росток. Він зміцнив його, і той став товстим і випростався на своєму стеблі, захоплюючи сівачів. Аллах привів цю притчу для того, щоб привести ними в лють невіруючих. Аллах обіцяв тим із них, які увірували і чинили праведно, прощення і велику нагороду.» Сура аль-Фатх (Перемога) 29
Також суніти не мають нічого спільного з тими, хто каже що-небудь погане у бік сподвижників керуючись словами пророка:
«Аллаха, Аллаха побійтеся у тому що стосується моїх сподвижників! Аллаха, Аллаха побійтеся у тому що стосується моїх сподвижників! Не робіть їх об'єктом нападок після мене, хто любить їх, любить їх тому, що любить мене, а хто ненавидить їх, ненавидить через те, що ненавидить мене!» ат-Тірмізі і Ахмад

## Шиїтськеставлення до сподвижників
Шиїти вважають що не всі сподвижники були справедливими. Шиїтською вірою є переконаність, що після смерті Мухаммада, більшість його прихильників відвернулися від істинного ісламу і відхилилися від сім'ї Магомета, замість того щоб обрати халіфа поміж них. Хоча деякі сахаби покаялися все одно лише кілька з ранніх мусульман підтримали Алі, якого шиїти вважають законним спадкоємцем Магомета. Шиїтськими вченими засуджуються багато хадисів які були передані через несправедливих сподвижників, беручи до уваги лише ті хадіси які передані через членів сім'ї Магомета чи тими сахабами які підтримували Алі.

## Перші мусульмани
- Із жінок (Дружина Пророка) — Хадіджа бінт Хувайлід
- Із вільновідпущених — Зайд ібн Харіса
- Із дітей — Алі ібн Абу Таліб
- Із вільних людей — Абу Бакр
- Із рабів — Білял ібн Рабах

## Найкращі сподвижники
З точки зору сунітів, найкращими є: перші чотири праведні халіфи — Абу Бакр, Умар, Усман, Алі ібн Абу Таліб. Потім йдуть ті кого Пророк обрадував раєм за їхнього життя — вже згадані чотири халіфи, а також Тальха ібн Убайдуллах, аз-Зубайр ібн аль-Аввам, Саад ібн Абу Ваккас, Абу Убайда ібн Джаррах, Саад ібн Зайд та Абдуррахман ібн Ауф. За ними йдуть учасники в битві при Бадрі, потім учасники битви при Ухуді.
Шиїти вважають найкращими Микдада ібн аль-’Асвада аль-Кінді, Абу Зарра аль-Гіфарі, Сальмана аль-Фарісі та ‘Аммара ібн Ясіра.